# The Last Shadow Puppets
The Last Shadow Puppets est un supergroupe de baroque pop britannique, originaire de Wirral, en Angleterre.
Il comprend Alex Turner (chanteur des Arctic Monkeys), Miles Kane (anciennement chanteur des Rascals), James Ford et Zach Dawes.

## Biographie

### Formation (2007)
The Last Shadow Puppets est un projet parallèle, réalisé en même temps que les activités des autres groupes des deux musiciens. Turner et Kane se lient d'amitié lorsque l'ancien groupe de ce dernier, The Little Flames soutient le groupe de ce premier, Arctic Monkeys, pendant leur tournée en 2005. The Little Flames soutiendront aussi les Arctic Monkeys à leur tournée britannique en 2007, pendant que Turner et Kane écriront un morceau pour leur projet en commun. Leur collaboration s'étend dans la lignée musicale des Arctic Monkeys, Kane jouant de la guitare sur 505, la dernière chanson de l'album Favourite Worst Nightmare des Arctic Monkeys, et sur les faces B The Bakery et Plastic Tramp de Fluorescent Adolescent. Kane participe aussi à 505 et Plastic Tramp pendant plusieurs concerts des Arctic Monkeys en 2007, dont les mini-festivals au Lancashire County Cricket Club.

### Première ère:The Age of the Understatement(2007−2009)

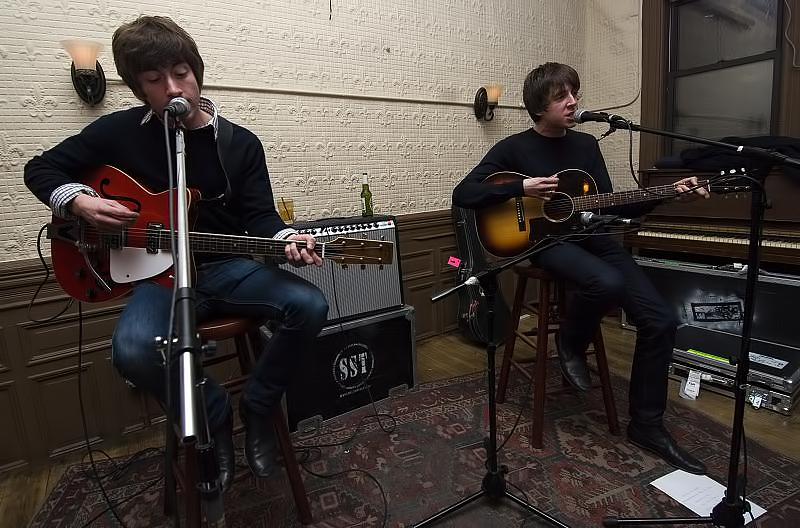
The Last Shadow Puppets au Sound Fix Records Studio.

Le premier album, The Age of the Understatement, principalement enregistré en France en août 2007, sort au printemps 2008. Pour l'album, le groupe a collaboré avec le producteur James Ford (Arctic Monkeys, Klaxons) et Owen Pallett (Arcade Fire, Final Fantasy) pour les arrangements cordes. L'album atteint la première place de l'UK Albums Chart. Le premier single, The Age of the Understatement, est publié une semaine avant, le 14 avril, avec un nouveau morceau, Two Hearts in Two Weeks, et des reprises de Wondrous Place de Billy Fury et In the Heat of the Morning de David Bowie (mentionné par Turner comme une de ses préférées) en faces B.
Les premières prestations sont acoustiques, Alex Turner et Miles Kane jouant deux concerts début avril à New York à la guitare folk. Leur premier concert avec orchestre a eu lieu sur le plateau de l'émission Later de Jools Holland, dont est inspirée l'émission Taratata. Le groupe joue son tout premier concert à Brooklyn, New York, à Sound Fix Records le 4 mars 2008 et son deuxième concert au Cake Shop de Lower East Side, la nuit suivante.
Concernant les concerts en public, le groupe se produit au Reading and Leeds Festivals durant l'été 2008 et jouent à l'Olympia le 26 août 2008. Ils jouent aussi un concert privé au Glastonbury le 28 juin 2008 avec le batteur des Arctic Monkeys, Matt Helders sur The Age of the Understatement et Jack White à la guitare solo sur Wondrous Place.
Dans une interview donnée au magazine anglais The Sun, Kane laisse entendre que The Last Shadow Puppets pourraient retourner en studio en 2009. Cependant, Alex Turner se consacre essentiellement à la préparation du troisième album des Arctic Monkeys, Humbug, sorti le 24 août 2009. Le second album des Last Shadow Puppets n'est alors pas prévu avant la sortie du 4e album des Arctic Monkeys, en 2011.

### Deuxième ère:Everything You've Come to Expect(2015–2016)
En mars 2011, Turner confirme vouloir enregistrer un deuxième album. Dans une interview datée du 3 janvier 2012, Miles Kane affirme qu'un deuxième album sera enregistré « probablement avant même la fin de cette année »[réf. nécessaire].
Le 3 décembre 2015, une vidéo publiée sur la page Facebook du groupe annonce un nouvel album pour le printemps 2016. Le clip du premier single, Bad Habits, est mis en ligne le 10 janvier 2016. Le 21 janvier, le groupe annonce le titre du deuxième album, Everything You've Come to Expect, dont la sortie est annoncée au 1er avril 2016. La tracklist en est également révélée. Les 9 et 10 mars, neuf versions du clip du deuxième single, la chanson-titre Everything You've Come to Expect, sont mises en ligne. Le 16 mars 2016, c'est un vidéoclip pour le titre Aviation qui est proposé en ligne. Une dernière chanson, Miracle Aligner, est dévoilée le 29 mars, avant la sortie de l'album complet : le clip de la chanson ne sera toutefois publié que le 17 mai suivant.
Lors de leur tournée 2016, le groupe annonce une nouvelle pause à l'issue de leur concert au festival Rock en Seine, à Paris, évoquant sur scène le show comme étant « leur dernier concert ». Cette annonce laisse les fans penser que le groupe se sépare définitivement, car le lieu choisi pour annoncer la fin de leurs aventures est hautement symbolique : il s'agit de la scène même où le groupe britannique Oasis s'est séparé en 2009.

#### Sequel:The Dream Synopsis EP(2016)
Le 2 décembre 2016, le groupe sort The Dream Synopsis EP, sur lequel sont enregistrés deux nouvelles versions des chansons Aviation et The Dream Synopsis, sorties initialement sur l'album Everything You've Come to Expect. Quatre reprises sont ajoutées à la tracklist ; il s'agit des chansons reprises par le duo lors de sa tournée 2016 : Is This What You Wanted, de Léonard Cohen, This Is Your Life des Glaxo Babies, Les Cactus, de Jacques Dutronc qui recevront chacune un clip dédié, ainsi que Totally Wired de The Fall. La reprise de la chanson de David Bowie, Moonage Daydream, interprétée sur leur tournée 2016, ne fait elle pas partie de l'enregistrement. L'EP est enregistré en une journée aux studios Future-Past de New York.

### Retrouvailles (2018)
Bien que le groupe soit en hiatus, les deux amis continuent régulièrement à se fréquenter et s'influencer artistiquement.
En 2018, Alex Turner consacre son temps à Arctic Monkeys avec l'arrivée de l'album Tranquility Base Hotel + Casino pour lesquels des membres actifs de The Last Shadow Puppets collaborent. Miles Kane est quant à lui occupé par son projet solo, et sort en août l'album Coup de Grâce, sur lequel sont également crédités Zach Dawes, Loren Humphrey et Tyler Parkford.
L'été 2018, lors du passage de la tournée Tranquility Base Hotel + Casino d'Arctic Monkeys au TRNSMT festival de Glasgow où joue également Miles Kane en amont de la sortie de son disque solo Coup de Grâce, Alex Turner invite Miles Kane à prendre la lead guitar sur le titre 505, pour lequel il a collaboré à la version studio sur l'album Favourite Worst Nightmare.
Le 4 octobre 2018, alors en tournée pour son album solo Coup de Grâce à la Cigale à Paris, Miles Kane surprend la salle par une chanson ne faisant pas partie de la setlist du concert, introduite par ces mots : « I'd like to welcome my brother onto stage Mister Alex Turner » (« J'aimerais souhaiter la bienvenue sur scène à mon frère, Monsieur Alex Turner »). Le duo interprète la chanson Standing Next to Me, issue de leur premier album, pour la première fois après deux ans de pause du groupe. Les paroles « Two years have gone now / But I can't relate / To the never ending games / That you play » prennent alors une toute nouvelle saveur dans la bouche des deux artistes qui choisissent de se partager un micro plutôt que d'utiliser chacun le leur, pourtant mis à leur disposition. La reformation du duo, sidérant le public de la Cigale, a laissé place à une hystérie générale immédiatement relayée par les médias outre-manche et qualifiée de beatlemania en France.

## Membres
- Alex Turner - chant, guitare
- Miles Kane - chant, guitare

## Discographie

### Singles
- 2008 : The Age of the Understatement
- 2008 : Standing Next to Me
- 2008 : My Mistakes Were Made For You
- 2016 : Bad Habits
- 2016 : Everything You've Come to Expect

### B-Sides
- 2008 : Two Hearts In Two Weeks
- 2008 : Wondrous Place (Jeff Lewis)
- 2008 : In The Heat Of The Morning (chanson de David Bowie)
- 2008 : Gas Dance
- 2008 : Hang The Cyst
- 2008 : Sequels
- 2008 : Paris Summer
- 2008 : My Little Red Book